# Delia echinata
Delia echinata este o specie de muște din genul Delia, familia Anthomyiidae. A fost descrisă pentru prima dată de Seguy în anul 1923. Conform Catalogue of Life specia Delia echinata nu are subspecii cunoscute.